# Gåte
Gåte es una banda noruega formada en 1999 en Trøndelag. Representaron a Noruega en el Festival de la Canción de Eurovisión 2024 con la canción Ulveham.

## Historia del grupo
La banda lanzó su primer EP Gåte en 2000 y rápidamente ganó popularidad. Un segundo EP, también titulado Gåte, fue lanzado en 2002. Su primer álbum, Jygri, lanzado el mismo año, resultó ser un éxito comercial tanto en Noruega como en otros lugares, especialmente en Escandinavia y Alemania. La distintiva voz de Gunnhild Sundli captó el interés de los periodistas musicales, quienes inmediatamente comenzaron a especular sobre su salida para seguir una carrera en solitario. Después del lanzamiento de otro EP, Statt Opp (Maggeduliadei) en 2003 y su segundo álbum, Iselilja en 2004, la banda anunció una pausa. En un comunicado de prensa emitido el 6 de septiembre, una de las razones citadas fue que Gunnhild quería dedicar tiempo a otras actividades. Sin embargo, su compañía discográfica Warner Music Noruega lanzó un álbum en directo en 2006, titulado Liva, grabado el año anterior en el Rockefeller Music Hall, con material extra de su concierto en el festival de Roskilde en 2003. Durante la primera parte de su carrera, realizaron numerosas giras y tocaron en numerosos festivales de música en Noruega, así como en el gran festival internacional de Roskilde en Dinamarca.
El 24 de octubre de 2009, la banda regresó al festival cultural Uka celebrado en Trondheim. Posteriormente, surgió el deseo de realizar una pequeña gira de verano, lo que llevó al grupo a realizar cinco conciertos en el verano de 2010. Concluyeron con una actuación en el Operataket de Oslo el 20 de agosto de 2010, marcando lo que resultaría ser una despedida temporal para la banda.
Gåte regresó en 2017 con el EP Attersyn, seguido del álbum Svevn en 2018. Ese mismo año empezaron de nuevo a realizar una gira por Noruega.
En agosto de 2023, Gåte anunció que Sveinung Sundli dejaría temporalmente la banda y no participaría en la siguiente gira.
La banda fue seleccionada para participar en el Melodi Grand Prix, la selección noruega para el Festival de la Canción de Eurovisión 2024, con la canción Ulveham. Tras clasificarse en la segunda semifinal, accedieron a la gala final, donde resultaron ganadores del certamen, convirtiéndose en los representantes noruegos para Eurovisión, celebrado en el Malmö Arena. En el festival de mayo, Gåte pasó la segunda semifinal, obteniendo el décimo lugar para clasificarse para la última noche. De esta manera, con 16 puntos, la banda se ubicó en el 25.º y último puesto.

## Estilo e influencias
En el repertorio de Gåte aparecen tanto música original como música directamente derivada de la tradición noruega. Algunos de ellos están inspirados y basados en los poemas de la poeta noruega Astrid Krogh Halse. Entre ellos, encontramos a Følgje ("Camarada") y Stengd Dør ("Puerta cerrada"). La música que crean mezcla instrumentos típicos modernos, como guitarras y teclados electrónicos, con instrumentos más clásicos como el violín. La voz singular de la cantante Gunnhild Sundli mezcla todo, creando melodías coloridas y dulces.

## Miembros de la formación
Actual
- Gunnhild Sundli - voz (1999-2005, 2009-2010, 2017-presente)
- Magnus Børmark – guitarra (1999-2005, 2009-2010, 2017-presente)
- Jon Even Schärer - batería, coros (2017-presente)
- Mats Paulsen - bajo, coros (2017-presente)

Temporales
- John Stenersen - nyckelharpa, teclado, voz (2023-presente)

Antiguos miembros
- Halvor Hoem - guitarra (1999-2001)
- Martin Langlie - batería (1999-2005)
- Gjermund Landrø – bajo, coros (2000-2005)
- Kenneth Kapstad - batería, percusión (2005)
- Ole Jonas Storli - teclado (2017)
- Katrin Frøder - bajo, teclados, coros (2017)
- Sveinung Sundli - voz, violín, teclado (1999-2005, 2009-2010, 2017-2023)

## Discografía
- 2002 – Jygri
- 2004 – Iselilja
- 2018 – Svevn
- 2021 – Nord

## Premios y reconocimientos
- Spellemannprisen[8]
  - 2002 – Mejor Artista Revelación (Jygri)